# Sky Tren Baja
Sky Baja Tren, también llamado Tren elevado Tijuana-Rosarito, es un proyecto de ferrocarril metropolitano con tecnología de monorriel que dará servicio a las ciudades mexicanas de Tijuana y Rosarito, ambas parte de la zona metropolitana fronteriza de Tijuana. Tendrá un recorrido de 21.6 kilómetros y 8 estaciones. La construcción de este sistema se contempla que será de 100% inversión privada por parte de la empresa JECA Railways Corporación, S.A. de C.V. 

## Historia

### JECA Railways
Los empresarios Jesús Alfredo Acosta Gómez, José Alfredo López Torres, Alaín y Gustavo Hernández fundaron JECA Railways Corporación, S.A. de C.V., apenas el 27 de noviembre de 2020 en la Ciudad de México. La empresa indica que se encarga del diseño, construcción y ejecución, equipamiento, instalación, puesta en marcha, financiación y transmisión de obras y edificaciones, tendido de vías, elevados sobre carril o cable, señalizaciones y enclavamientos, electrificación de ferrocarriles, así como su mantenimiento y reparación de material ferroviario y otros servicios y actividades relacionados con el ferrocarril.

### Presentación del proyecto
El domingo 4 de septiembre de 2022, la gobernadora de Baja California Marina del Pilar Ávila Olmeda y el presidente de JECA Railways Corporación, S.A. de C.V. Jesús Alfredo Acosta Gómez presentaron oficialmente el proyecto Sky Tren Baja. La empresa detalló que el sistema constará de ocho estaciones, destacando dos de ellas: la de la Garita de San Ysidro y la de Santa Fe, en esta última, pretenden movilizar a 30 mil personas diariamente y que el proyecto se realizará en un 95% en suelo propiedad del gobierno de Baja California y un 5% de terreno federal. Mientras que la gobernadora aclaró que la inversión será totalmente de capital privado. Que a la empresa se le otorgó una concesión de 30 años y que al vencer, instalaciones y vehículos pasarán a formar parte del patrimonio de la entidad.

## Estaciones
El sistema contará con un total de 8 estaciones que se distribuirán a lo largo de los 21.6 kilómetros de longitud que tendrá el sistema las cuales serán: 
- Cetram Puerta México
- Madero
- Agua Caliente
- Rubí
- Morelos
- Santa Fe
- Plan Libertador
- Cetram Rosarito